# Aphrodisium schwarzeri
Aphrodisium schwarzeri là một loài bọ cánh cứng trong họ Cerambycidae.